# Новоніколаєвка (Сєверний район)
Новонікола́євка (рос. Новониколаевка) — присілок у складі Сєверного району Оренбурзької області, Росія.

## Населення
Населення — 97 осіб (2010; 151 у 2002).
Національний склад (станом на 2002 рік):
- росіяни — 93 %